# Héctor Salvá
Pour les articles homonymes, voir Salva.
Héctor Salvá González (né le 27 novembre 1939 en Uruguay et mort le 20 novembre 2015) est un joueur de football international uruguayen.

## Biographie
Il a terminé meilleur buteur du championnat d'Uruguay lors de la saison 1964,.